# John DeMain
John DeMain (Youngstown, 11 gennaio 1944) è un direttore d'orchestra statunitense.

## Biografia
Il 30 luglio 1976 dirige Porgy and Bess con Clamma Dale e Donnie Ray Albert al Houston Grand Opera del quale diventa direttore musicale e principale dal 1977 al 1994.
Nel 1977 al San Francisco Opera dirige Porgy and Bess con Albert e Wilhelmenia Fernandez.
A Houston nel 1980 dirige Regina di Marc Blitzstein con Giorgio Tozzi, nel 1981 della prima assoluta di Willie Stark di Carlisle Floyd con Timothy Nolen, Bruce Ford e Lowell Thomas e nel 1983 la prima assoluta di A Quiet Place di Leonard Bernstein.
Sempre nel 1983 dirige Show Boat (musical) con Nolen a New York per lo Houston Grand Opera.
Dal 1983 al 1992 è il direttore musicale dell'Opera di Omaha.
Ancora a Houston nel 1984 dirige Sweeney Todd: The Demon Barber of Fleet Street (musical) con Nolen e Joyce Castle, nel 1987 Nixon in China, nel 1988 la prima assoluta di The Making of the Representative for Planet 8 di Philip Glass, nel 1989 la prima assoluta di New Year di Michael Tippett e nel 1991 di The Passion of Jonathan Wade di Floyd. 
Dal 1994 è il direttore artistico dell'Opera di Madison (Wisconsin).
Nel 1995 dirige Porgy and Bess a San Diego ed a Los Angeles dove nel 2004 dirige A Little Night Music.
Nel 2012 dirige Show Boat all'Opera di Chicago, nel 2013 al Washington National Opera e nel 2014 a San Francisco.

## Discografia parziale
- Gershwin: Porgy and Bess - John DeMain/Houston Grand Opera/Clamma Dale/Donnie Ray Albert, 1977 RCA - Grammy Award for Best Opera Recording 1978
- Menotti: Help, Help, The Globolinks! - John DeMain/Madison Opera, 1998 Newport